# Centro de ciencias

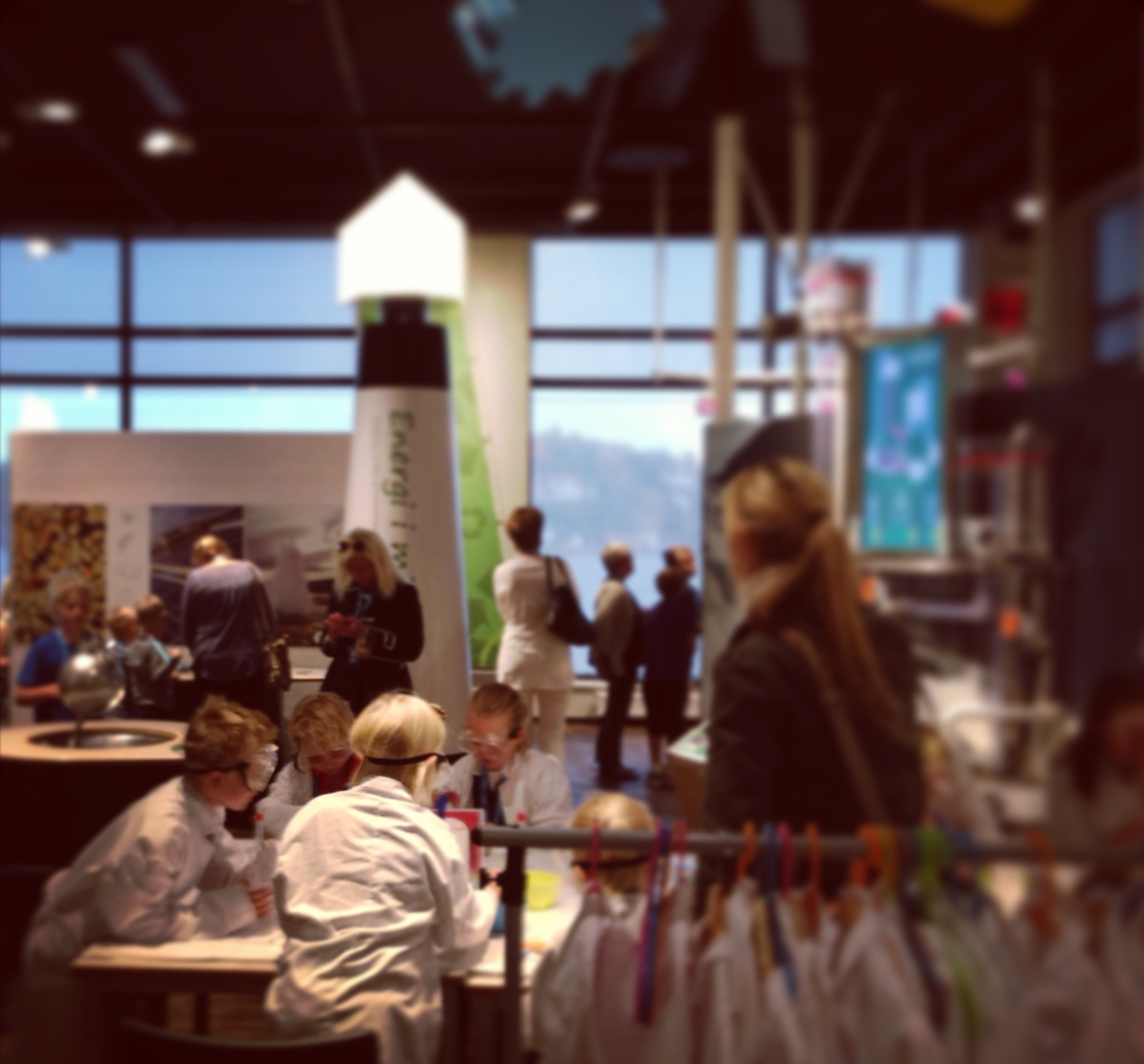
Exposición en el Centro de Ciencias Sørlandet

Centro de ciencias es un museo de la ciencia que hace hincapié en una forma de experimentar y disfrutar los elementos que ofrece invitando a los visitantes a tocar y probar lo que está expuesto.
El primer centro de ciencias fue Urania fundado en Berlín en 1888. La Academia de la Ciencia de Saint Louis (fundada en 1856) creó el Saint Louis Museum of Science and Natural History en 1959, aunque en general los centros de ciencia son un producto que comenzó en la década de 1960. 
En el Reino Unido, muchos fueron fundados como Millennium projects, con fondos del National Lotteries Fund.
El Pacific Science Center, uno de los primeros en llamarse "centro de ciencias" antes que museo, abrió en un edificio de la Seattle Wo en 1962
El primer Centro de Ciencias de Estados Unidos fue el Science Center of Pinellas fundado en 1959.
En España hay diversos Museos de la Ciencia, aquí hay un listado con algunos:
- CosmoCaixa Barcelona
- Ciudad de las Artes y Ciencia, Valencia
- Museo Nacional de Ciencia y Tecnología de España, La Coruña
- Eureka! zientzia museoa, San Sebastián
- Museo de la Ciencia y el Agua, Murcia
- Museo Elder de la Ciencia y Tecnología, Las Palmas de Gran Canaria
- Museo de la Ciencia y el Cosmos, Tenerife
- Casa de las Ciencias, La Coruña
- Parque de las Ciencias, Granada
- Museo de las Ciencias de Castilla-La Mancha
- Centro de Ciencia Principia, Málaga

- Datos: Q3499307